# 杨镇龙
杨镇龙（？—1289年），又名杨振龙，元朝初期浙江民变首领，以白莲教起家，宁海（今浙江省宁海）人。

## 生平
元朝灭亡南宋不久，元世祖至元二十六年（1289年）二月，举旗反元，攻克宁海，义军达十二万余人，自号大兴国皇帝，年号安定。其所部称大兴国军，分兵进攻东阳、义乌、嵊县、新昌、天台、永康等地，冬季攻克东阳（今永康市东北）。未几，战败被俘牺牲，余部至次年失败。

## 年号
杨镇龙的年号安定（1289年二月－十月），前后共9个月。

## 深入閱讀
- 李崇智. . 北京: 中華書局. 2004年12月. ISBN 7101025129.